# Эверсман, Эдуард Александрович
Эдуард Александрович Эверсман (нем. Eduard Friedrich Eversmann; 11 января 1794 — 14 апреля 1860, Казань) — российский натуралист, ботаник, зоолог, энтомолог и лепидоптеролог, врач и путешественник. По национальности немец.

## Биография
Родился 11 января 1794 года в деревне Верингаузен близ города Хаген в Вестфалии. Отец его был бергмейстером. Учился в Магдебургском, Берлинском и Дрезденском университетах. В 1811 году служил в горных заводах Гарца. В Галле 9 августа 1814 года защитил диссертацию «De affinitate chemica», получив учёную степень доктора философии и магистра свободных наук, а в 1816 году в Дерптском университете — доктора медицины и акушерства.
В 1816 году переехал из Германии на Южный Урал в Златоуст к своему отцу Эверсман-фон Август-Фридрих-Александру — основателю и директору Златоустовского оружейного завода. В Златоусте изучал персидский и татарский языки. В 1818 году поступил на службу врачом на Златоустовский оружейный завод. Однако вскоре он увлёкся зоологией, занялся изучением местной природы и поставил себе целью ознакомиться с Уральским краем и Центральной Азией. В 1820 году по ходатайству оренбургского военного генерал-губернатора Эссена присоединился в качестве врача к русскому посольству, отправлявшемуся в Бухару, а также получил от правительства пособие для своих научных целей. Под видом татарского купца ходил при посольстве А. Ф. Негри в Бухарский эмират, с целью попасть в Индию, но это ему не удалось, и он возвратился в Оренбург. Коллекции, собранные им в этом путешествии, были отосланы в Берлинский университет, где животные были описаны М. Лихтенштейном. В Оренбурге занимался частной врачебной практикой. Женился на дочери генерала А. П. Мансурова и стал крупным оренбургским помещиком.
Позднее был выбран действительным членом Московского общества естествоиспытателей, а в 1824 году членом Королевского общества естествоиспытателей в Берлине.
В 1825 году Эверсман в качестве врача принял участие в военной экспедиции под начальством полковника Ф. Ф. Берга, которой было поручено сделать ряд предварительных обследований местности в некоторых частях киргизской степи и окрестностях Каспийского моря.
В марте 1828 года он был назначен ординарным профессором зоологии и ботаники в Казанском университете. Позднее Эверсман ежегодно совершал поездки в Оренбургскую, Саратовскую, Астраханскую губернии для пополнения биологических коллекций университета. В 1830 году совершил путешествие по Кавказу. В 1834 году — поездку в Саратов и Астрахань.
В 1837 году по состоянию здоровья отбыл в отпуск за границу. В 1838 году был произведён в статские советники, в 1839 году удостоился Высочайшей благодарности за усердную службу. В 1844 году совершил научное путешествие в Германию, Францию и Италию.
В 1849 году удостоился Высочайшей благодарности императрицы. В 1851 году был произведён в действительные статские советники и оставлен при Казанском университете.
Летом 1857 года путешествовал в Италию, Германию, Швейцарию и Алжир.
Скончался в Казани 14 апреля 1860 года.

## Зоологические коллекции
В результате путешествий Эверсман собрал богатые видами коллекции млекопитающих, птиц, насекомых, и дал подробное описание систематики, биологии, распространения различных видов животных, описал ряд новых видов.
Эверсман более 30 лет собирал зоологические коллекции, отдавая предпочтение коллекционированию насекомых, которых в его коллекции было 50 420 экземпляров 11 252 видов. В энтомологической коллекции преобладали жуки (3852 вида) и бабочки (2848 видов). После его смерти коллекция была приобретена Русским энтомологическим обществом и сейчас находится в Зоологическом музее РАН (Санкт-Петербург).
Коллекции Зоологического музея Казанского университета, закупленные и собранные при Эверсмане, датируются 1826—1859 годами, а добытые лично Эверсманом — 1841—1859 годами. Это один вид рыб, три вида амфибий, 20 видов птиц и два вида млекопитающих. Всего при Эверсмане собрание музея пополнилось на 18 видов амфибий и рептилий (в том числе слоновая и зелёная черепахи), 619 видов птиц (в том числе 12 видов аистообразных, 11 видов соколообразных, почти все виды колибри), а также 106 видов млекопитающих, из которых около 20 видов включены в Красную книгу Всемирного союза охраны природы, в том числе и квагга (только около десяти экземпляров её сохранились в музеях мира).
Из коллекций Эверсмана было описано несколько сот новых видов.

## Научная деятельность
Эверсман одним из первых обследовал ряд регионов Российской империи от Казанской губернии до Арала, Прикаспия и Предкавказья. Первым предложил биологические меры борьбы с вредителями.
Эверсман поддерживал связи со специалистами и любителями как в пределах России, так и в Европе, в частности со своим учителем — профессором М. Лихтенштейном из Берлинского музея естествознания, который опубликовал материалы поездки Эверсмана в Бухару, описав ряд видов из сборов 1823—1825 годов.
Эверсман был членом Германской академии естествоиспытателей «Леопольдина» в Берлине, обществ: естествоиспытателей в Афинах, Лотос в Праге, Московского испытателей природы, Русского географического, Зенкенбергского во Франкфурте-на-Майне, Штеттинского энтомологического, Любителей естествознания в Берлине, Санкт-Петербургской Академии наук, Академии общеполезных знаний в Эрфурте. В 1845 году он получил половинную Демидовскую премию за монографию о чешуекрылых.

## Семья
- Отец: Эверсман, Август-Фридрих-Александр
- Жена: Софья Александровна Эверсман (Мансурова), дочь генерала Александра Павловича Мансурова
- Дети:[4].
  - Эверсман Николай Эдуардович (1822.08.30—1823) (1823.09.11) православного вероисповедания. помещ. двн.-Казань-губ. [Казанск.дв-во… Казань, 2001]
  - Эверсман Евгения Эдуардовна (1826— 7 января 1912 г.[5]) православного вероисповедания. помещ. двн.-Казань-губ. [Казанск.дв-во… Казань,2001], вышла замуж за военачальника А. А. Толмачёва (сын генерала А. Ф. Толмачёва)[6]
  - Эверсман Василий Эдуардович (1828.01.01— 20 ноября 1902) православного вероисповедания. помещ. двн.-Казань-губ. [Казанск.дв-во… Казань,2001], отставной генерал-майор, умер от паралича сердца[7].
  - Эверсман Александр Эдуардович (1831.10.06— ? не ранее 10 июня 1903 г. (так как был воспреемником у сына Марии Михайловны Клюмпфель (Эверсман) Вадима)[8]) православного вероисповедания. помещ. двн.-Казань-губ. [Казанск.дв-во… Казань,2001]
  - Эверсман, Михаил Эдуардович (1840—1910), инспектор Главного тюремного управления.

## Публикации
Всего Эверсману принадлежит 55 научных сочинений и до 86 печатных работ общим объёмом 172—188 печатных листов. Главными трудами стали три тома «Естественной истории Оренбургского края», изданные в 1840, 1850 и 1866 годах. После зоологических работ Эверсмана животный мир Оренбургского края стал известен лучше, чем какого-либо другого района России. Кроме того, им был издан ряд работ по энтомологии средней России.
- Reise von Orenburg nach Buchara. — Берлин, 1823. — также Russian Missions into the interior of Asia, Лондон, 1823. — также "Путешествие из Оренбурга в Бухару" (репринтное издание с параллельным пер. с нем. И.В. Храмова) — Оренбургское книжное издательство им. Г.П. Донковцева, 2023.
- Lepidopterorum rariorum Rossiae observationes. — М., 1832. — совместно с Фишером
- Addenda ad celeberrimi Pallasii Zoographiam Rosso-Asiaticam, fasc. 1 // Учён. зап. Казанского ун-та. — 1835.
- Addenda ad celeberrimi Pallasii Zoographiam Rosso-Asiaticam, fasc. 2 // Учён. зап. Казанского ун-та. — 1841.
- Addenda ad celeberrimi Pallasii Zoographiam Rosso-Asiaticam, fasc. 3 // Учён. зап. Казанского ун-та. — 1842. — Вып. 3. — С. 3—19.
- Mittheilungen über einige Säugethiere Russlands. — М., 1840.
- Естественная история Оренбургского края, часть I. — Оренбург, 1840.
- Естественная история Оренбургского края, часть II, Млекопитающие. — Казань, 1850.
- Естественная история Оренбургского края, часть III, Птицы. — 1866. — посмертное издание, перевёл В. И. Даль
- Fauna entomologica. Tomus primus. Lepidoptera // Учён. зап. Казанского ун-та. — 1841. — Вып. 2. — С. I—XIV + 3—166.
- Fauna entomologica. Tomus primus. Lepidoptera, II // Учён. зап. Казанского ун-та. — 1842. — Вып. 1.
- Fauna lepidopterologica Volga Uraliensis. — Казань, 1844. — продолжение, М., 1858.
- Fauna hymenopterologica Volgo-Uralensis // Bull. de Moscou. — 1847—1856.
- Les Noctuélites de la Russie // Bull. de Moscou. — 1855, 1856, 1857, 1859.
- Orthoptera Volgo-Uralensia // Bull. de Moscou. — 1859. — Т. XXXIII, № 1.

## Названы в честь Эверсмана
В честь Эверсмана было названо несколько видов животных и растений. Кроме того, с 2005 года в России стал выходить названный в честь Эверсмана энтомологический научный журнал «Эверсманния», издаваемый региональными отделениями Русского Энтомологического Общества (РЭО).

### Животные
- Суслик Эверсмана (Spermophilus undulatus eversmanni)[9]
- Хомячок Эверсмана (Allocricetulus eversmanni) (Brandt, 1859)
- Песчанка Эверсмана (Meriones erythrourus eversmanni)
- Степной хорёк (Mustela eversmanii Lesson, 1827)
- Бурый голубь (Columba eversmanni Bonaparte) (1856)
- Гребнепалый геккон (Crossobamon eversmanni Wiegmann)[10] (1834)
- Аполлон Эверсмана (Parnassius eversmanni)
- Бабочка Kirinia eversmanni (Eversmann, 1847) (= Lasiommata eversmanni; =Esperarge eversmanni).
- Голубянка Эверсмана (Lycaena eversmanni) Lang, 1884[11]
- Эверсманнии (Eversmannia) — род бабочек семейства ураний, в том числе Эверсманния украшенная.
- Одиночная пчела Andrena eversmanni (Radoszkowski, 1867)
- муха Aristothereva eversmanni (Zaitzev, 1971)[12]
- Жук Trox eversmanni[13]
- Жук Callisthenes eversmanni (Chaudoir, 1850)[14]

### Растения
- Лапчатка Эверсмана (Potentilla eversmanniana)
- растение Tetradiclis eversmanni Bunge, nom. inval. (= Tetradiclis tenella)[15]

В 1838 году Александр Андреевич Бунге назвал в честь Эверсмана род растений Эверсманния (Eversmannia Bunge) семейства Бобовые (Leguminosae), ныне включающий в себя, по разным данным, от одного до четырёх видов.